# Dirk-Alexander Grams
Dirk-Alexander Grams (* August 1957 in Brück) ist ein deutscher Maler und Kunstdozent, der sich auf Hinterglasmalerei spezialisiert hat.

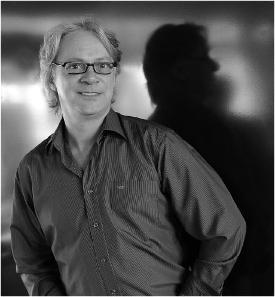
Dirk-Alexander Grams

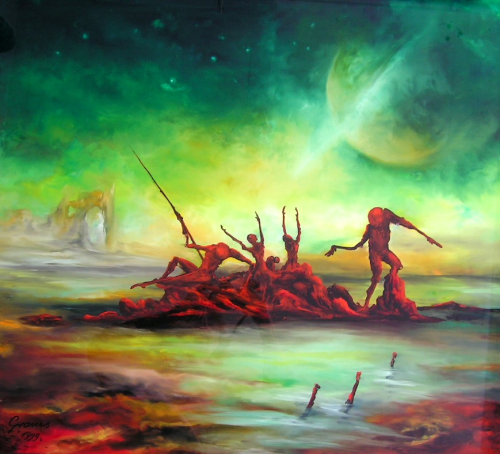
Hinterglasmalerei von D-A. Grams: Servus, machs gut

Ende der 1970er Jahre entstanden die ersten eigenständigen künstlerischen Arbeiten Grams. Die folgenden Jahre sind von der intensiven Förderung in verschiedenen Maltechniken durch Peter-Michael Glöckner geprägt.
Noch vor dem Mauerfall floh Dirk-Alexander Grams in die Bundesrepublik. Die folgenden Jahre verbrachte er in Donaueschingen, wo er weiterhin als Künstler und zuweilen als Dozent für Hinterglasmalerei an der Kunstschule Hofgut Hohenstein, sowie als Dozent für freie Malerei an der Kunstschule Donaueschingen tätig war.
Neben der Malerei arbeitete er auch für das Museum Art.Plus und restaurierte im Auftrag der Stadt Donaueschingen und des Fürstentum Fürstenberg diverse alte Gemälde und Statuen.
2013 zog er nach Brandenburg zurück.
Grams stellte unter anderem in Versailles (bei Paris), Berlin, Stuttgart, Frankfurt am Main und Zürich aus.